# Creully (tổng)

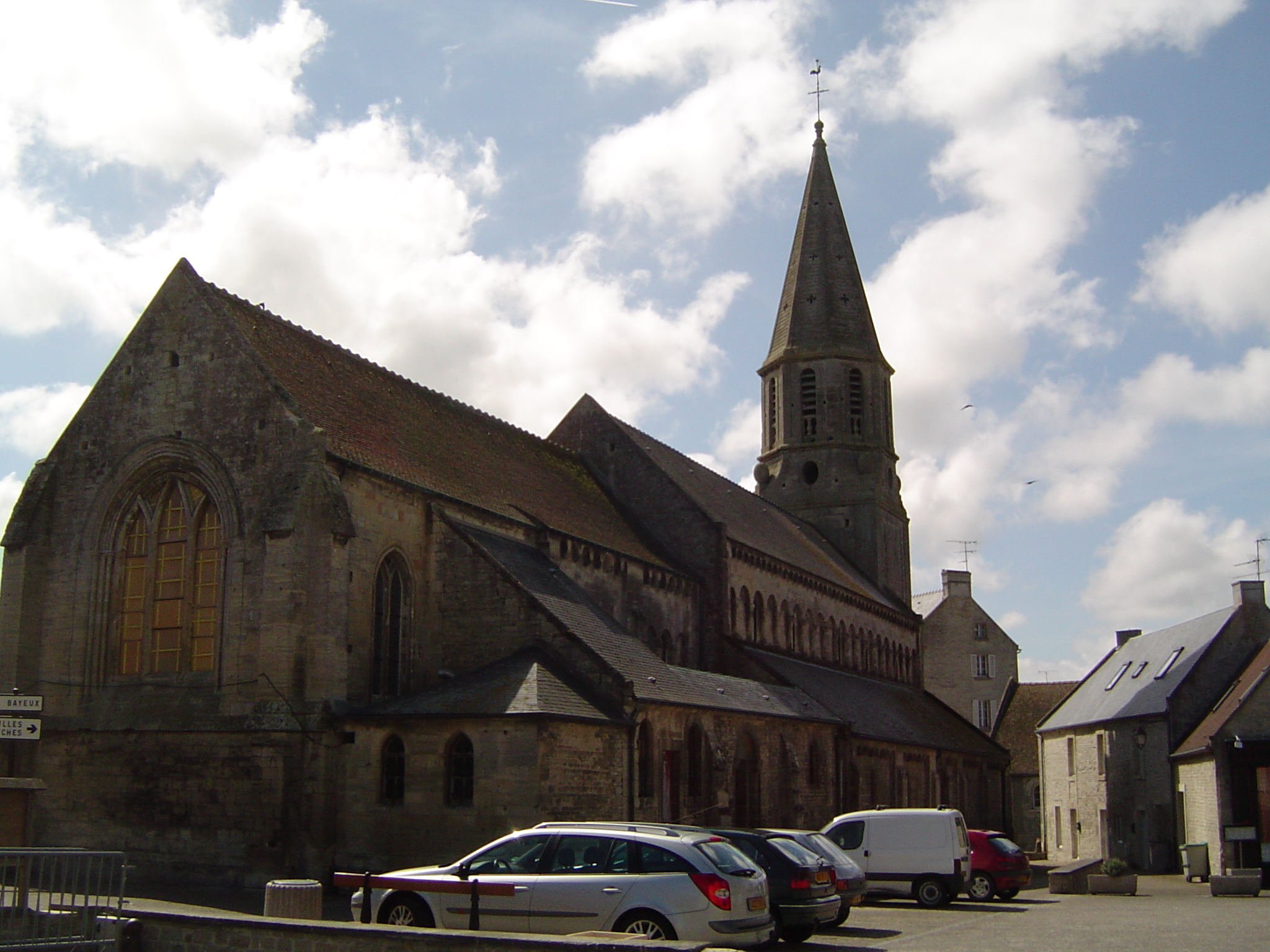
Nhà thờ Creully

Tổng Creully là một tổng thuộc tỉnh Calvados trong vùng Normandie.

## Địa lý
Tổng này được tổ chức xung quanh Creully ở quận Caen. Độ cao khu vực này dao động từ 1 m (Courseulles-sur-Mer) đến 82 m (Martragny) với độ cao trung bình 47 m.

## Hành chính
| Giai đoạn       | Ủy viên             | Đảng             | Tư cách           |
| --------------- | ------------------- | ---------------- | ----------------- |
| 1992 - 2004     | Michel Leparquier   | RPR, rồi đến UMP | -                 |
| 2004 - en cours | Jean-Pierre Lavisse | PS               | Thị trưởng Amblie |

## Các đơn vị trực thuộc
Tổng Creully gồm 25 xã với dân số 18 495 người (điều tra dân số năm 1999, dân số không tính trùng)
| Xã                    | Dân số | Mã bưu chính | Mã insee |
| --------------------- | ------ | ------------ | -------- |
| Amblie                | 292    | 14480        | 14008    |
| Anguerny              | 724    | 14610        | 14014    |
| Anisy                 | 633    | 14610        | 14015    |
| Basly                 | 657    | 14610        | 14044    |
| Bény-sur-Mer          | 316    | 14440        | 14062    |
| Cairon                | 1 585  | 14610        | 14123    |
| Cambes-en-Plaine      | 1 493  | 14610        | 14125    |
| Colomby-sur-Thaon     | 347    | 14610        | 14170    |
| Coulombs              | 246    | 14480        | 14186    |
| Courseulles-sur-Mer   | 3 886  | 14470        | 14191    |
| Creully               | 1 426  | 14480        | 14200    |
| Cully                 | 172    | 14480        | 14212    |
| Fontaine-Henry        | 517    | 14610        | 14275    |
| Le Fresne-Camilly     | 787    | 14480        | 14288    |
| Lantheuil             | 592    | 14480        | 14355    |
| Lasson                | 494    | 14740        | 14356    |
| Martragny             | 325    | 14740        | 14406    |
| Reviers               | 479    | 14470        | 14535    |
| Rosel                 | 558    | 14740        | 14542    |
| Rucqueville           | 139    | 14480        | 14548    |
| Saint-Gabriel-Brécy   | 243    | 14480        | 14577    |
| Secqueville-en-Bessin | 358    | 14740        | 14670    |
| Thaon                 | 1 350  | 14610        | 14685    |
| Vaux-sur-Seulles      | 322    | 14400        | 14733    |
| Villons-les-Buissons  | 554    | 14610        | 14758    |

## Biến động dân số
| 1962                                                     | 1968  | 1975   | 1982   | 1990   | 1999   |
| -------------------------------------------------------- | ----- | ------ | ------ | ------ | ------ |
| 8 699                                                    | 9 177 | 10 545 | 13 596 | 15 481 | 18 495 |
| Nombre retenu à partir de 1962 : dân số không tính trùng |       |        |        |        |        |